# Мавзолей

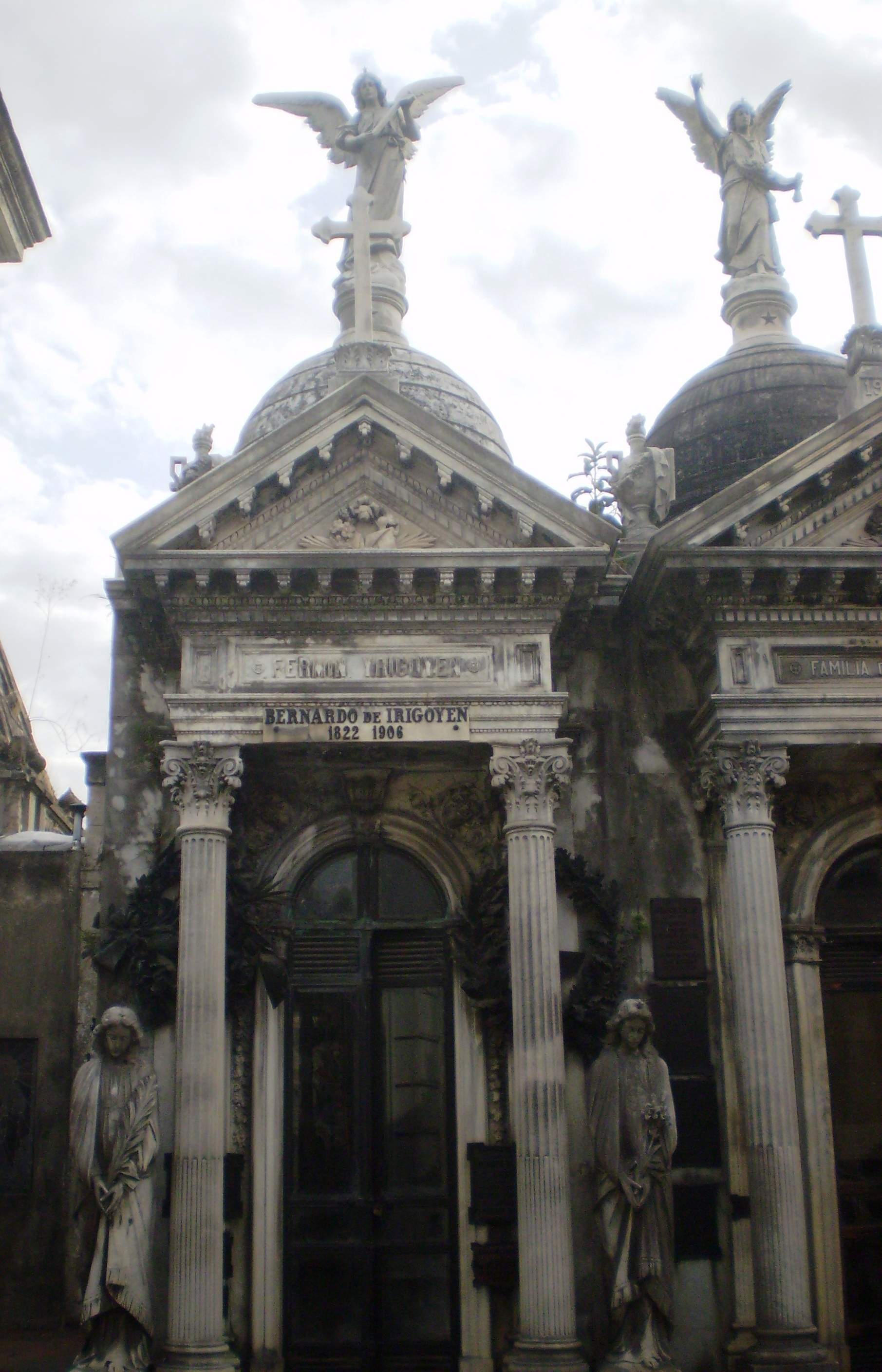
Мавзолей на кладовищі Реколета, Буенос-Айрес (Аргентина).

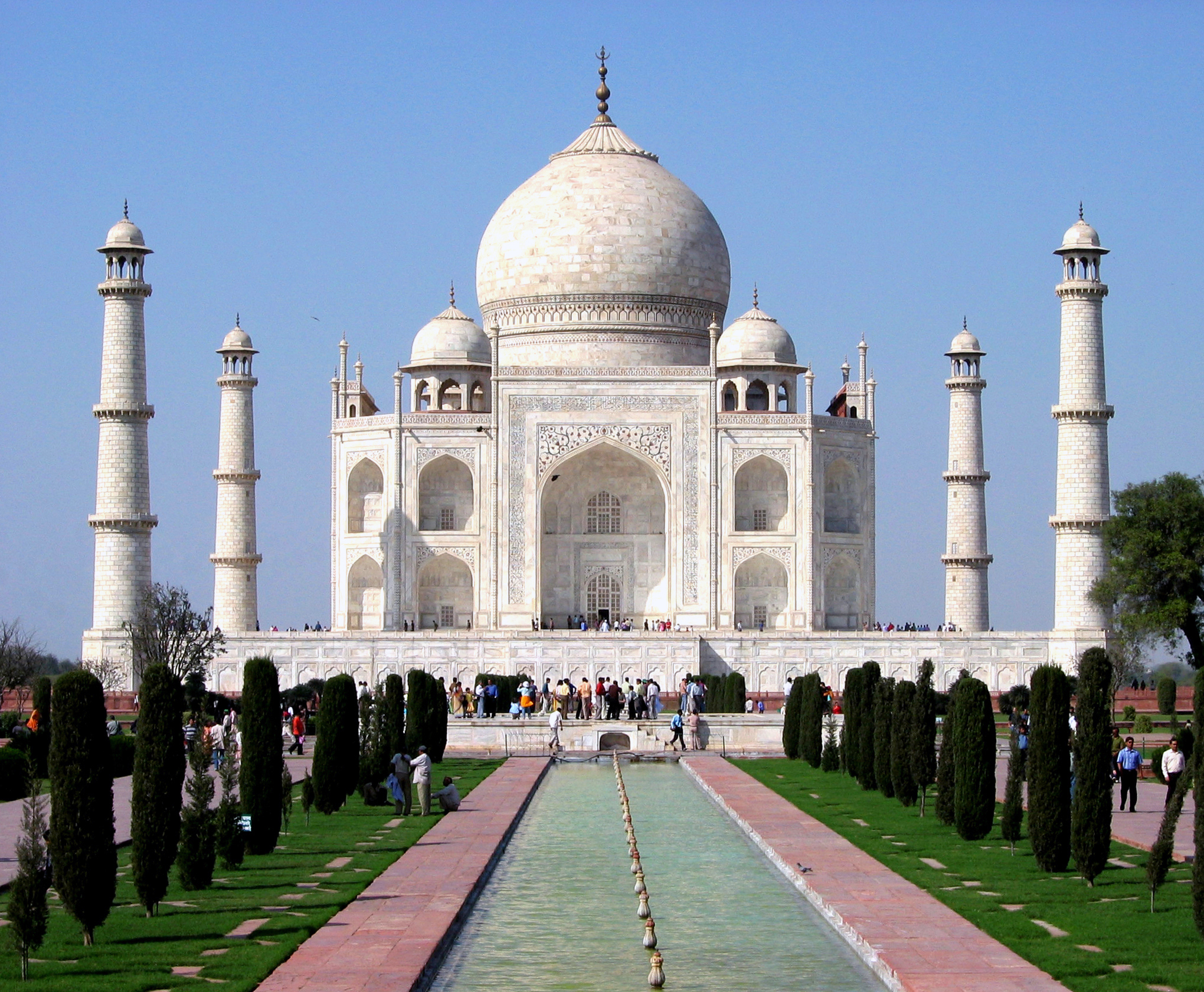
Мавзолей Тадж-Махал

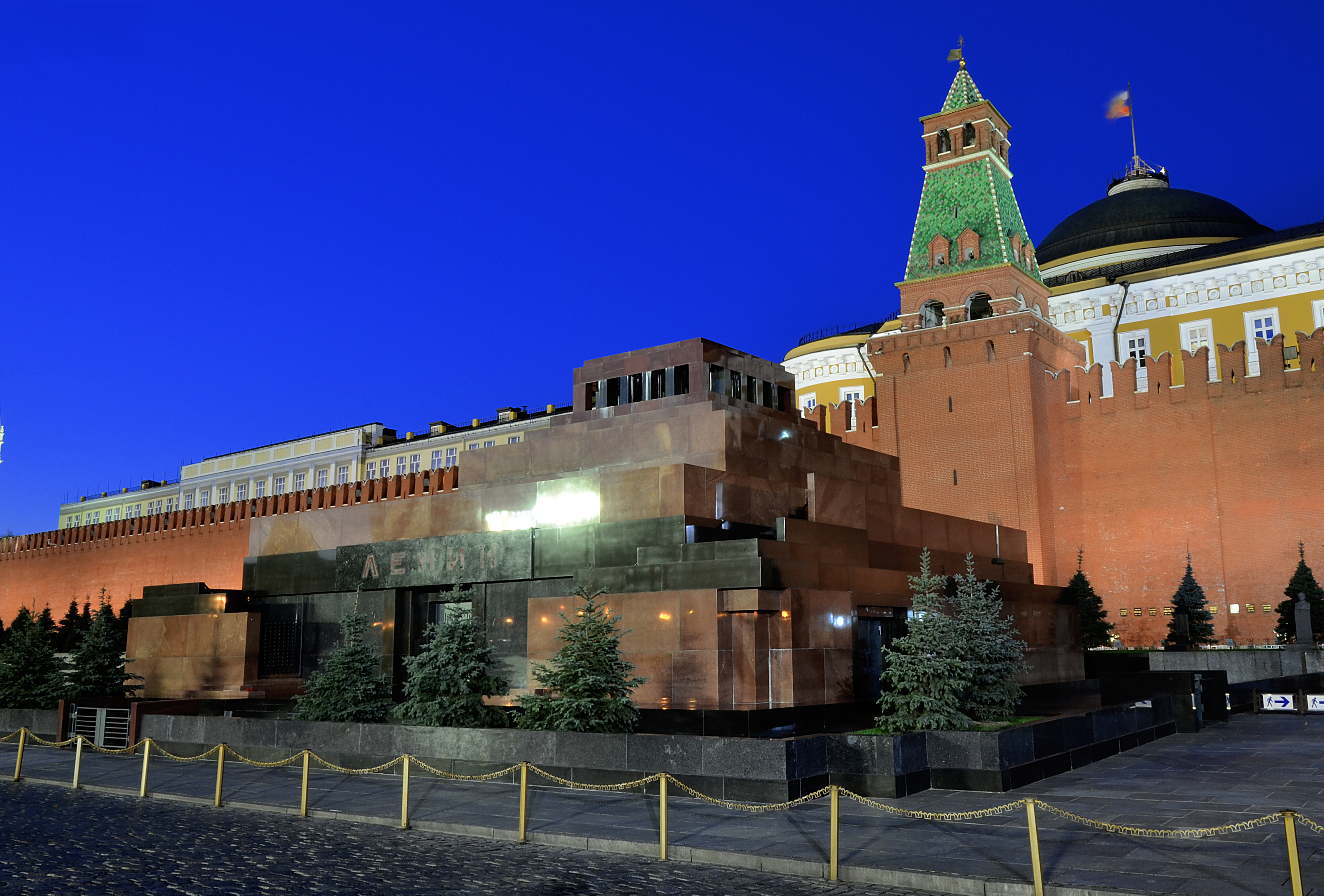
Мавзолей В. І. Леніна на Красній Площі у Москві

Мавзолей (лат. mausoleum, від грец. Mausoleion) — монументальна похоронна споруда, що включає камеру, де поміщалися останки померлого і поминальний зал. Назва «мавзолей» з'явилася від гробниці правителя Карії тирана Мавсола в м. Галікарнас (нині в Туреччині; середина IV ст. до н. е.). Ця гігантська споруда, що вважалася одним з семи чудес світу, протягом півтори тисячі років викликала загальне здивування, поки не була в Середньовіччі зруйнована — ймовірно, землетрусом.
Мавзолеєм може також називатися споруда, яка містить множинні склепи для поховання. Сучасні мавзолеї часто мають колумбарій для праху кремованого. Мавзолеї можуть бути самостійними будівлями або частиною більшої споруди — церкви, трибуни. У ісламських країнах є чимало мавзолеїв, шановавих населенням, вони представляють релігійну і архітектурну цінність (наприклад, мавзолеї Хіви, Мавзолей Кору в Пасаргадах).
Мавзолеї набули поширення в Стародавньому Римі і в Середньовіччі на Сході. У XX столітті у низці країн зведені мавзолеї політичних діячів.

## Сучасні мавзолеї

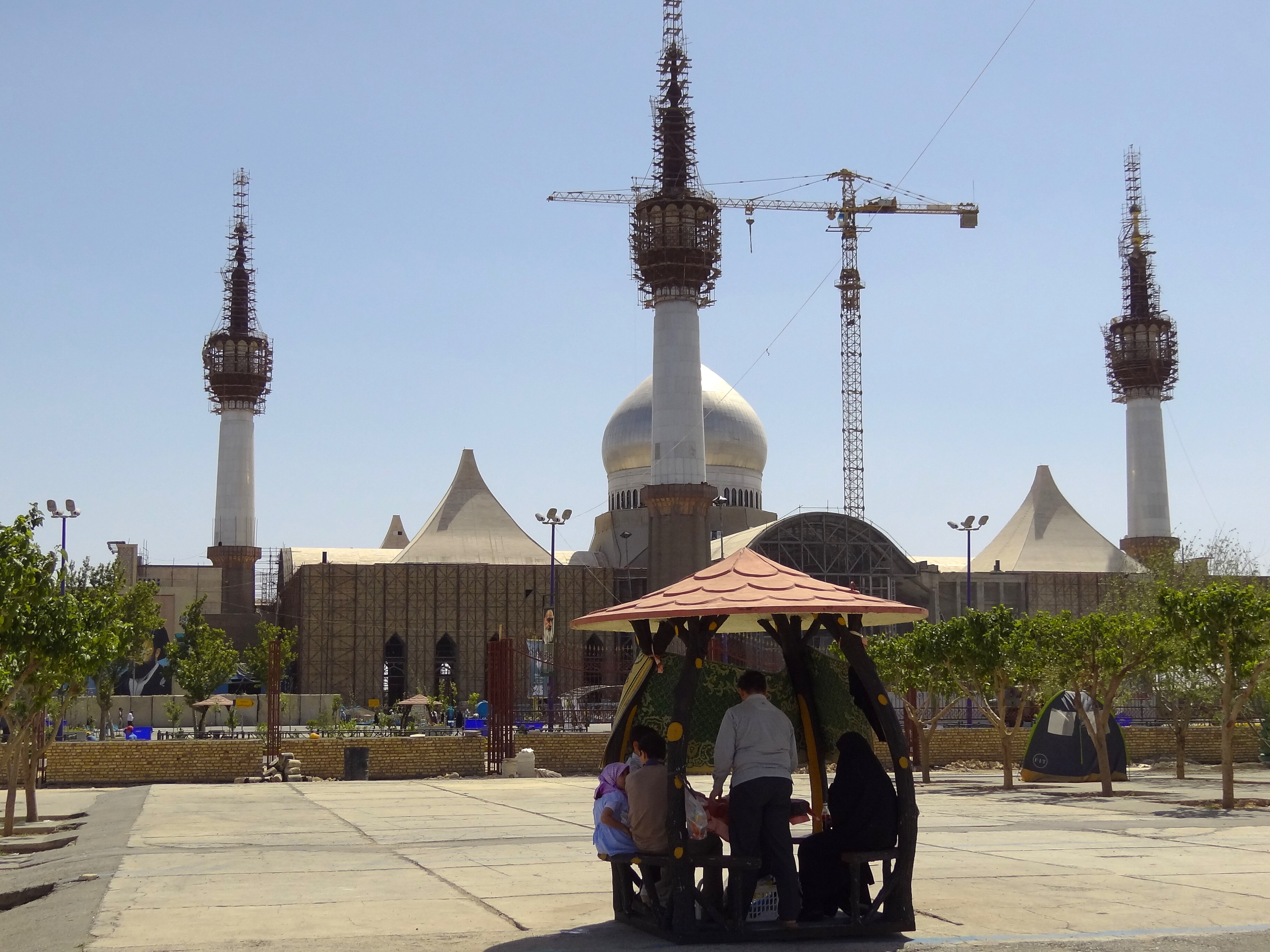
Мавзолей Хомейні

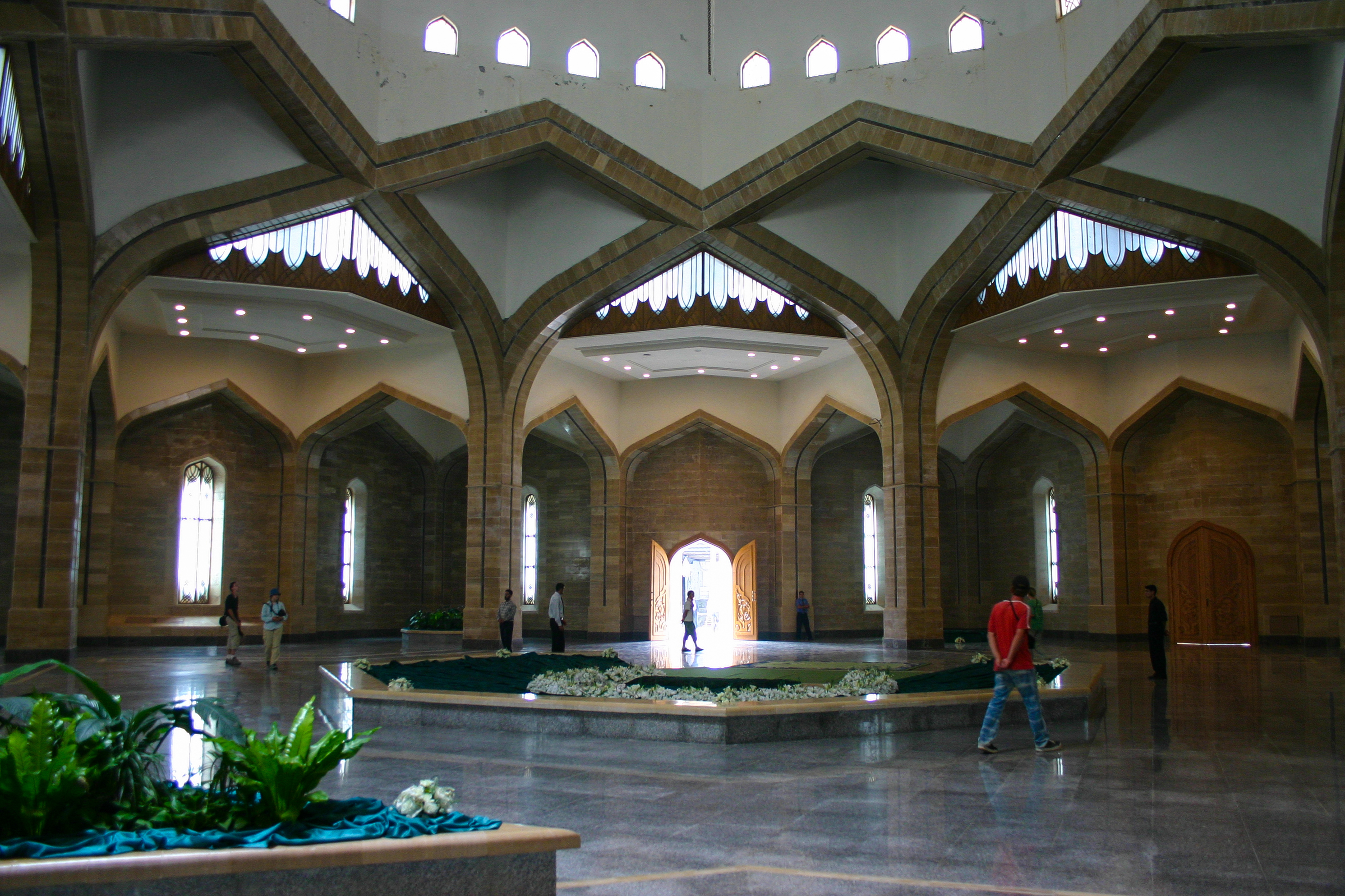
Мавзолей Хафез аль-Асад

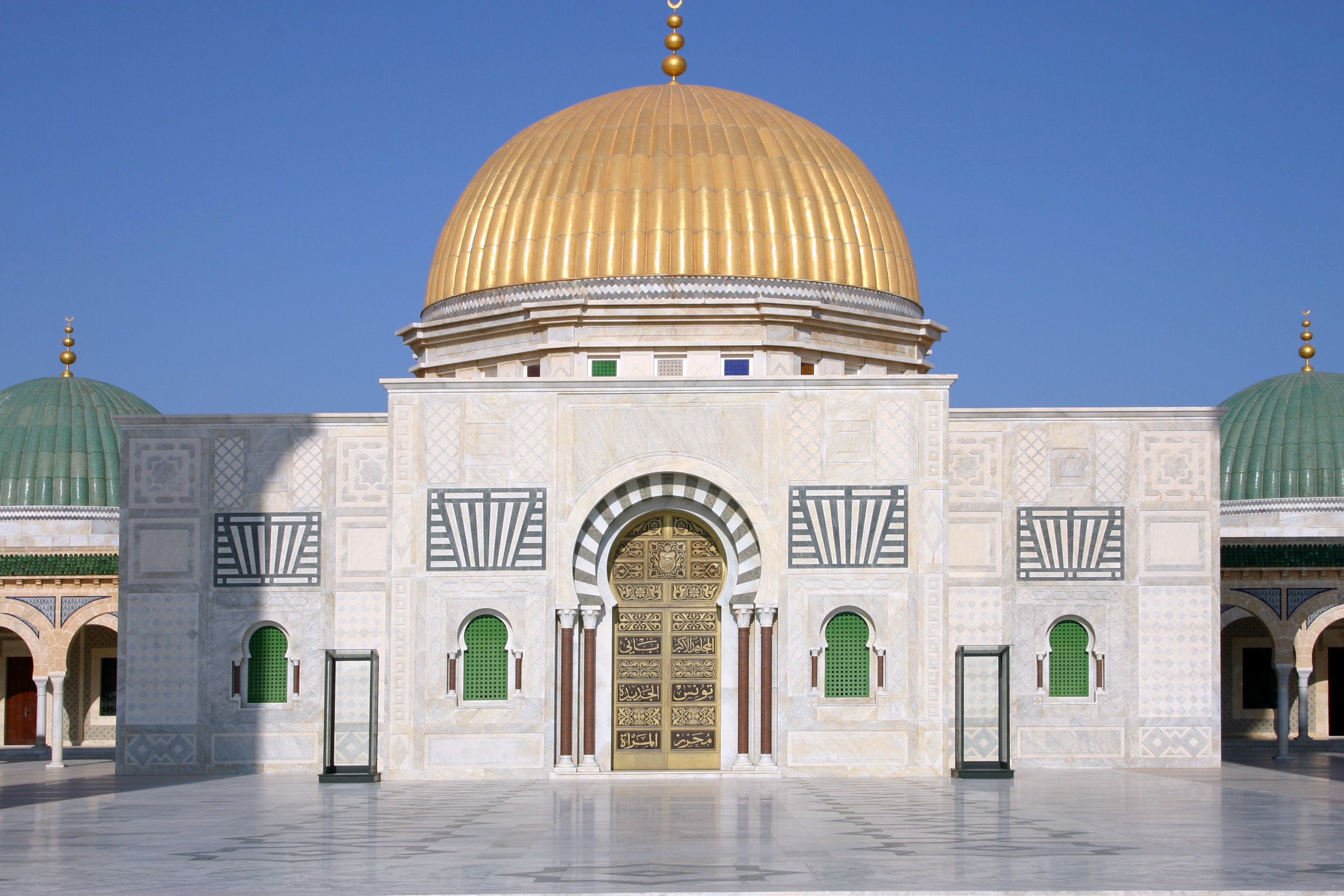
Мавзолей Хабіб Бурґіба

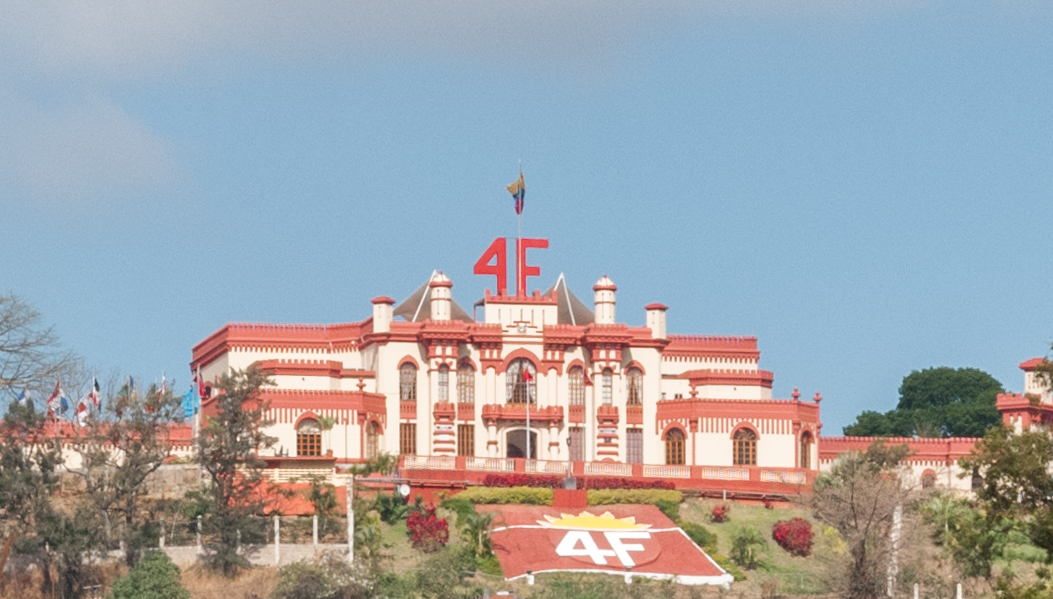
Мавзолей Уго Чавес

У 1929—1930 роках на Червоній площі в Москві був побудований Мавзолей Володимира Ілліча Леніна.

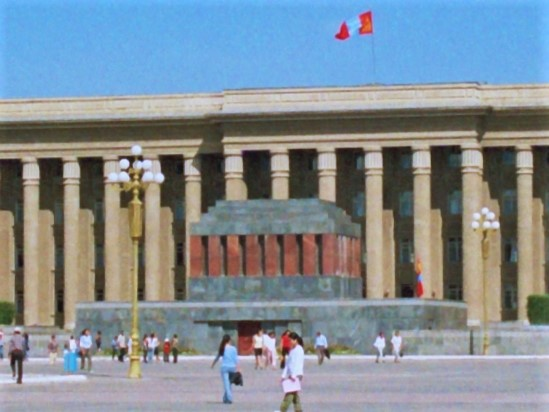
Мавзолей Сухе-Батора

Перший мавзолей, створений за аналогією з Мавзолеєм Леніна в Москві, був побудований в 1924 році як місце останнього упокоїло засновника Монгольської народно-революційної партії Сухе-Батора (1893‑1923). У 1930-ті роки мавзолей був перебудований, перетворившись на майже точну копію московського.
Коли в 1952 році помер монгольський маршал Чойбалсан, його тіло забальзамували в Москві і доставили в Улан-Батор. Мавзолей Чойбалсана був побудований ще при його житті і за його ж наказом. Але перший глава Монгольської Народної Республіки Юмжагийн Цеденбал ухвалив рішення не виставляти тіло колишнього правителя на огляд, а замурувати його в склепі, що служив усипальнею вождя монгольської революції Сухе-Батора. Для відвідин публіки мавзолей ніколи не відкривався.
Чойбалсан перезахоронений в 2005 році на міському кладовищі Улан-Батора. Мавзолей Чойбалсана знесли, на його місці поставили величезну бронзову фігуру Чингісхана.

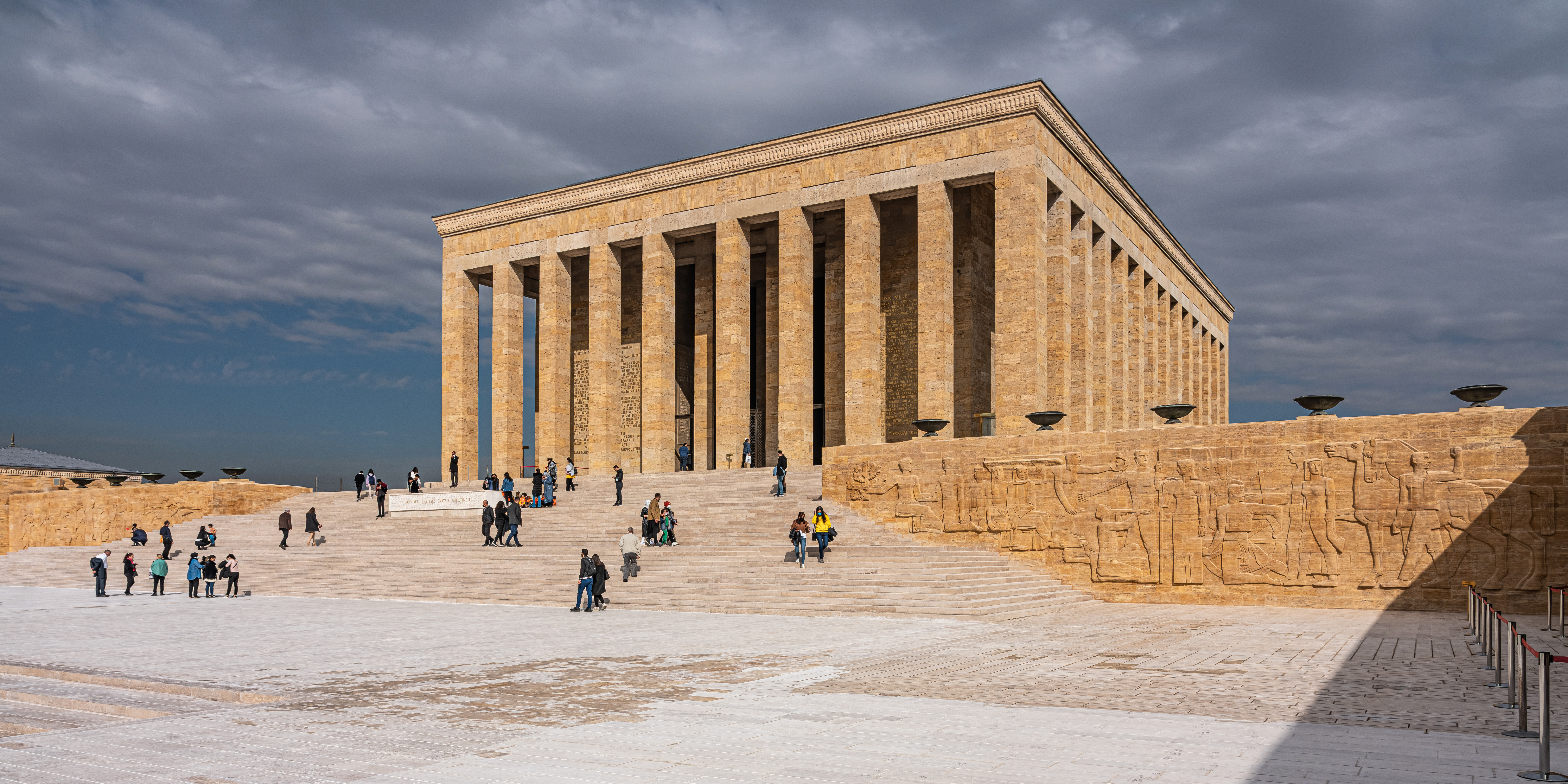
Аниткабір

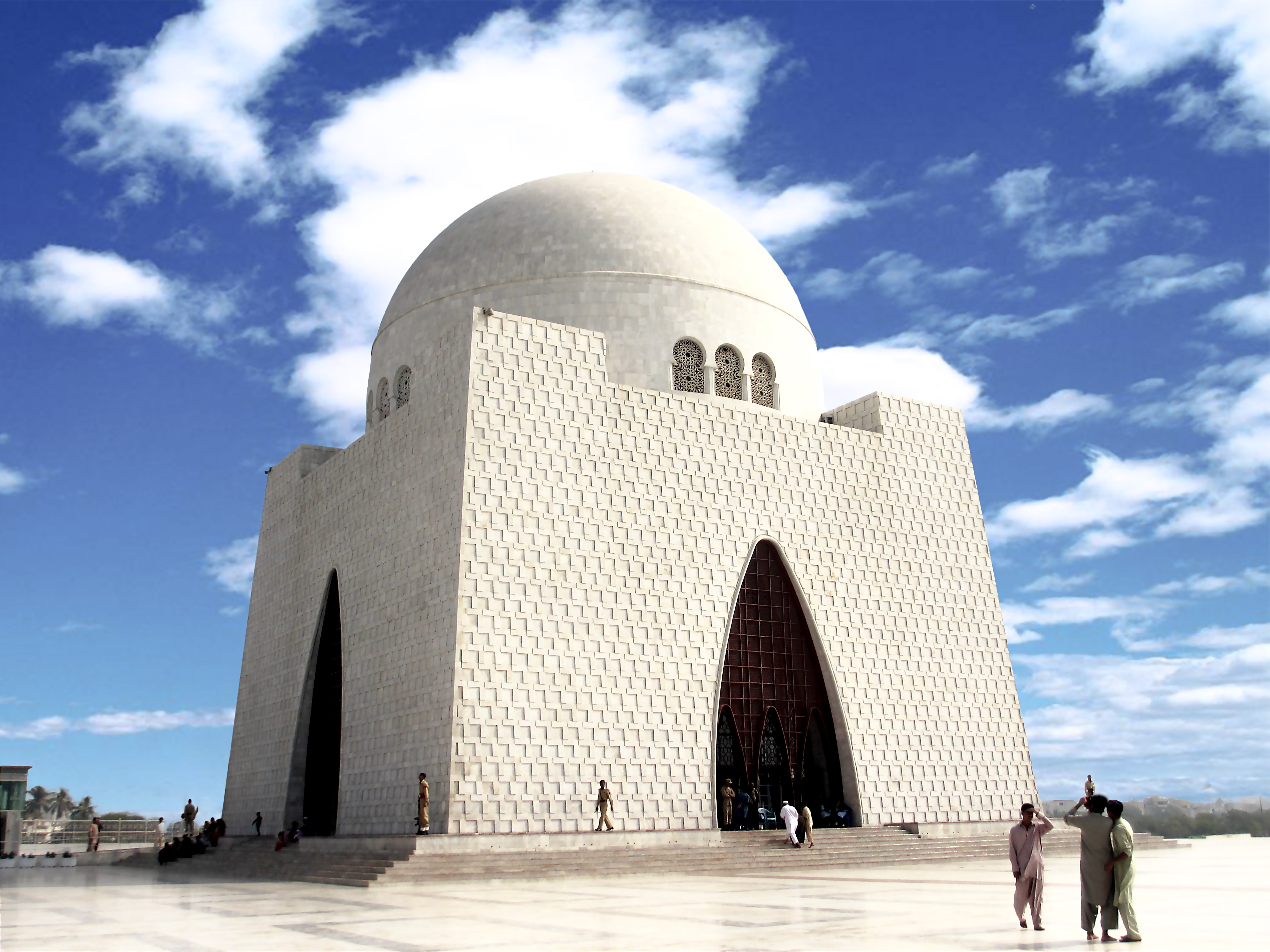
Мавзолей Джинни

У 1925 році помер китайський революціонер, засновник партії Ґоміньдан, Сунь Ятсен. Після його смерті китайське керівництво попросило у СРСР надати допомогу в бальзамуванні тіла вождя. У проханні було відмовлено під приводом того, що «збереження тіла Леніна унікальне». Китайським вченим довелося все робити самостійно. Мавзолей Сун Ятсена у Нанкіні нагадує собою традиційний китайський палац у формі восьмикутника. Побудований був мавзолей на кошти, зібрані жителями Ґуанчжоу і китайцями, що проживають за кордоном, в пам'ять лідера китайської революції — доктора Сун Ятсена. Як величезніший меморіал республіканського періоду, мавзолей щорічно приваблює численних туристів як з КНР, так і з-за кордону.

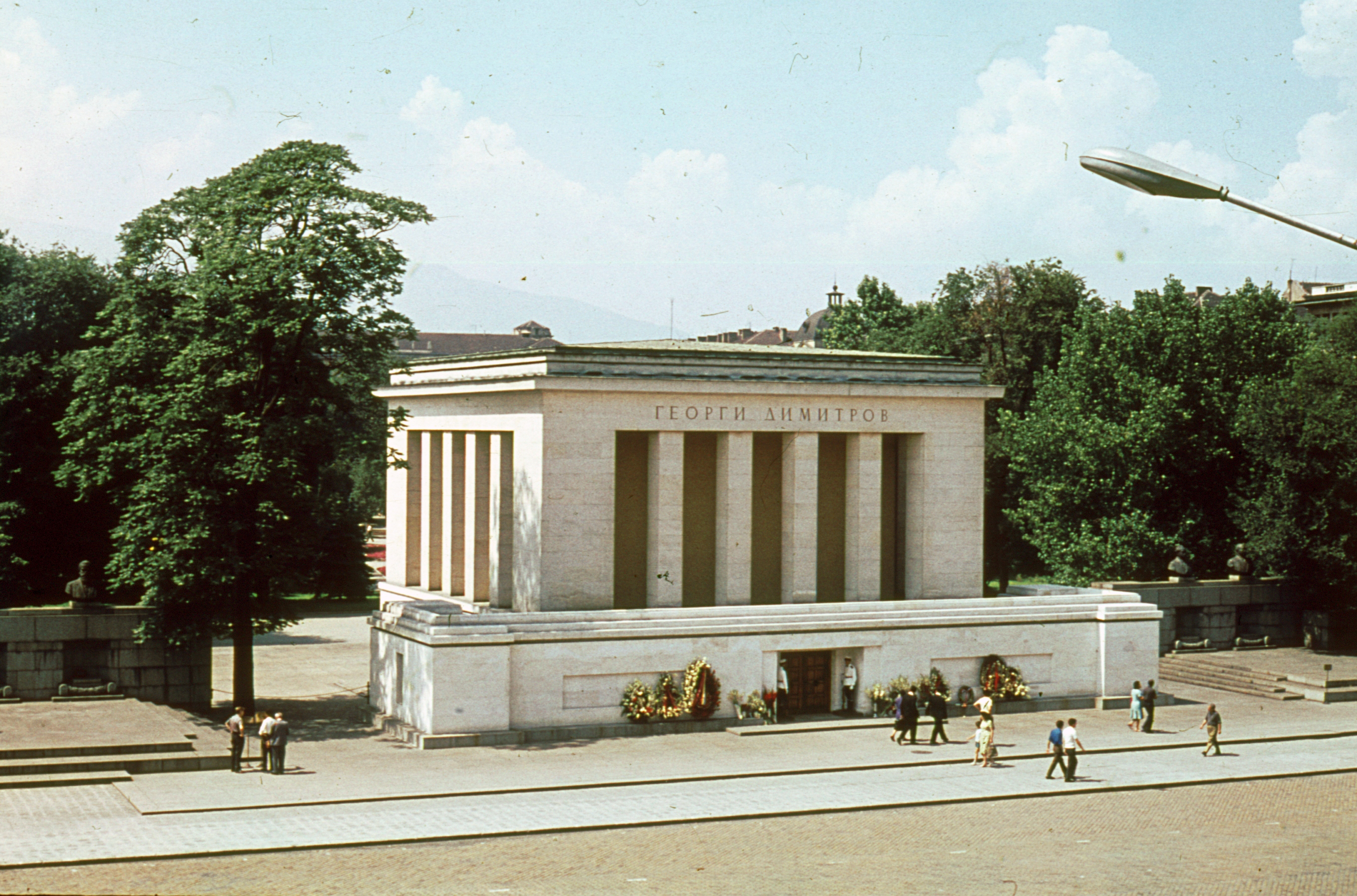
Мавзолей Георгій Димитрова

Мавзолей вождя болгарських комуністів Георгія Дімітрова в місті Софії був побудований 10 липня 1949 року. Навесні 1990 року забальзамоване тіло Дімітрова було з нього винесено і поховано на центральному софійському цвинтарі. У 1999 році Мавзолей був демонтований.

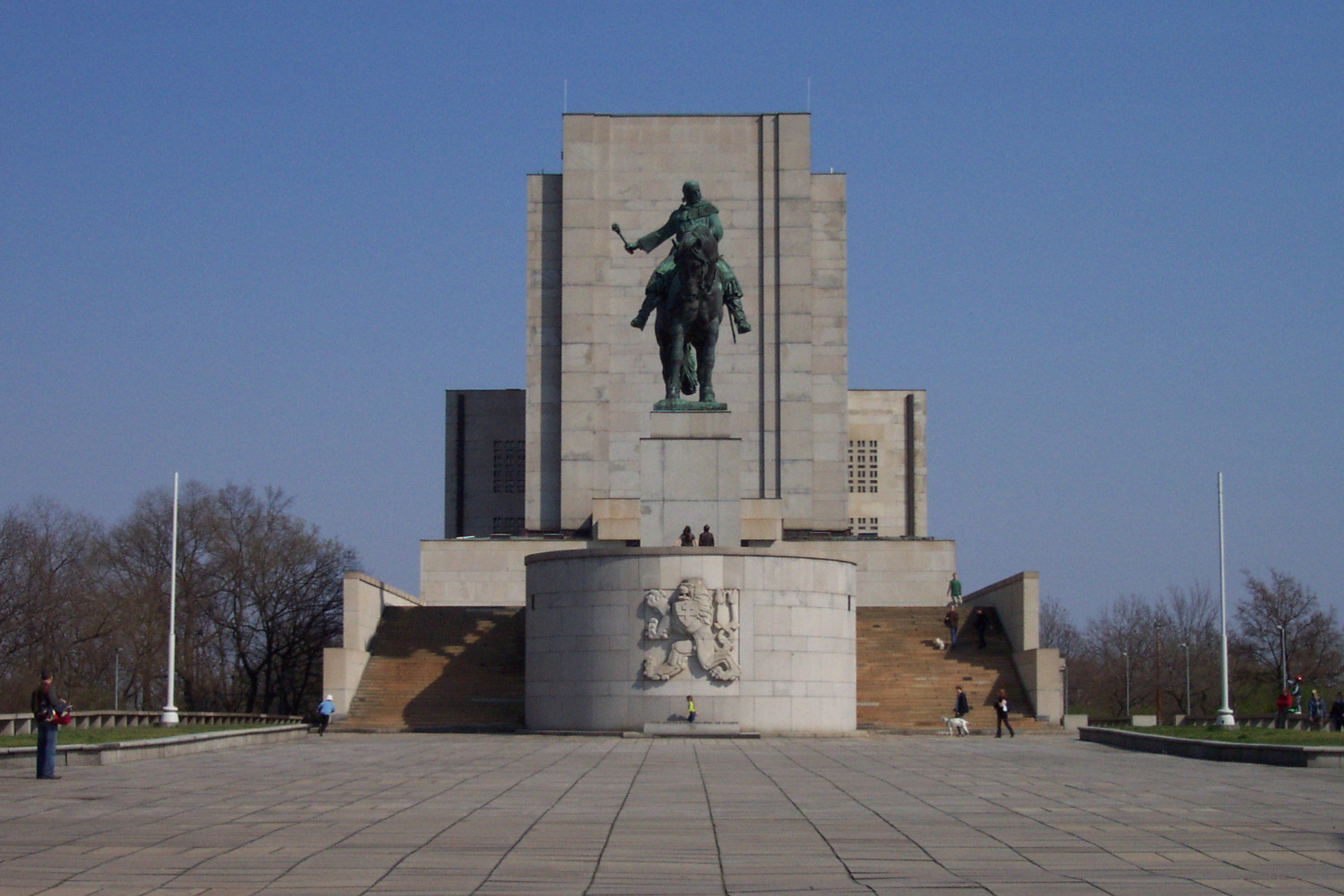
Мавзолей Клемент Готвальда

Мавзолей комуністичного лідера Чехословаччини Клемента Готвальда в місті Празі був побудований ще в 1930-х роках як пантеон чеських легіонерів, які допомогли завоювати незалежність чеської держави. Після смерті Готвальда в 1953 році пантеон був переобладнаний в мавзолей. У 1962 році тіло Готвальда кремували, оскільки через відступи у технології в процесі бальзамування воно стало руйнуватися. Мавзолей був перетворений в пантеон лідерів комуністичної партії і чехословацької соціалістичної держави. Всього в мавзолеї було поховано 49 чоловік. У 1991 році мавзолей був закритий, тіла винесені і перезахоронені.

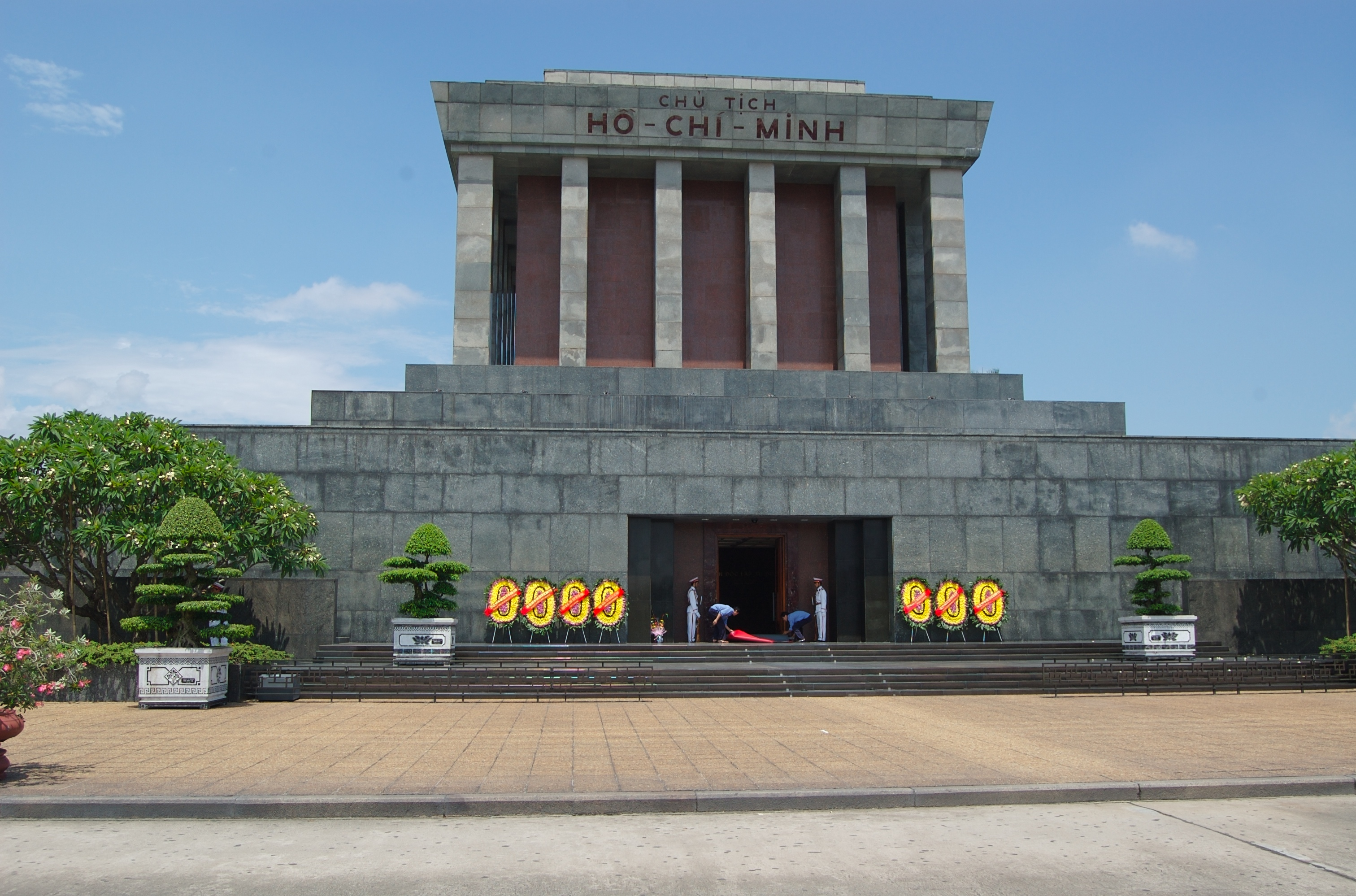
Мавзолей Хо Ші Міна

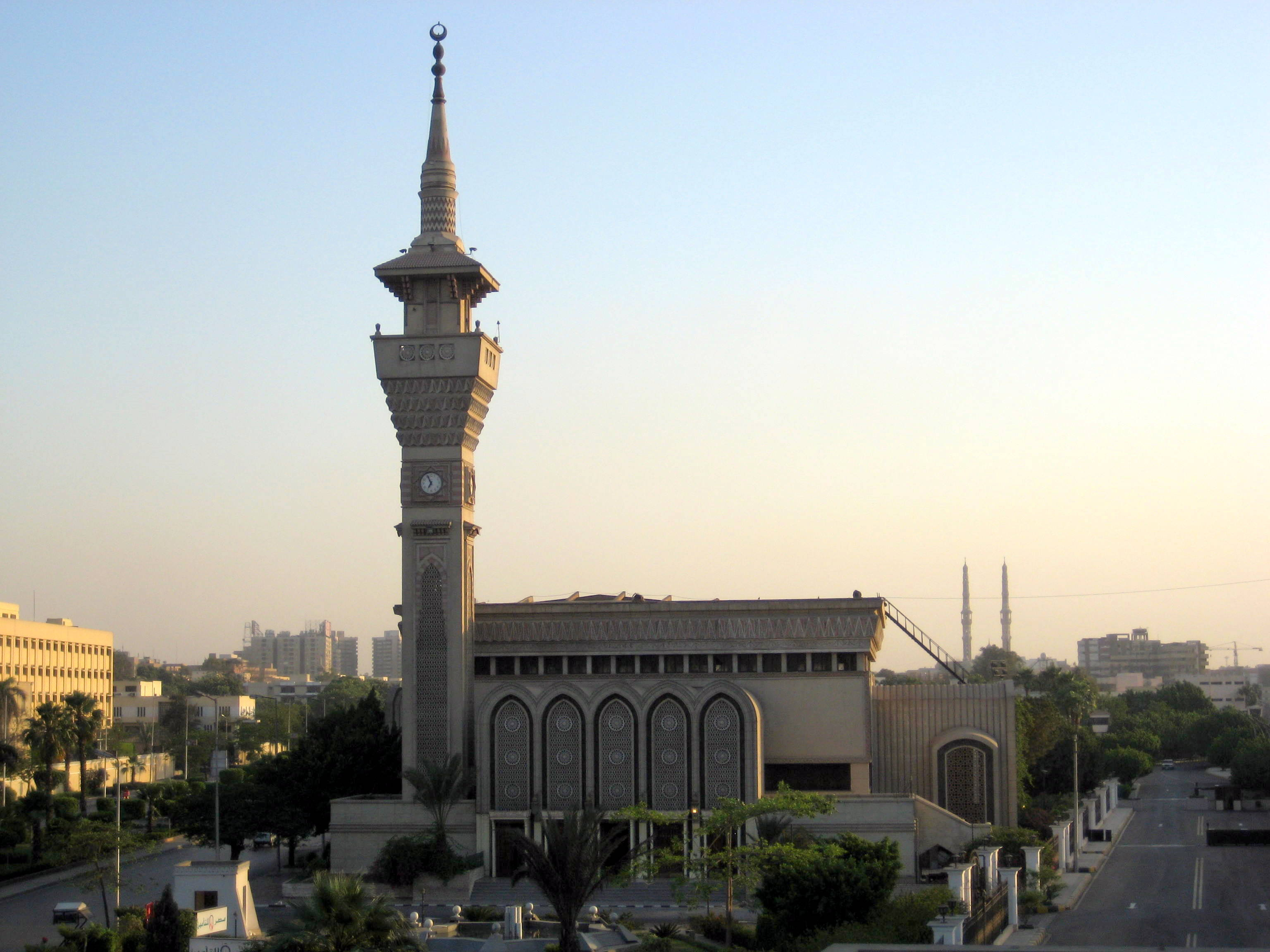
Гамаль Абдель Насер мечеть

Найбільшим у світі є в наш час[коли?] Мавзолей голови компартії В'єтнаму Хо Ші Міна. Домовленість про бальзамування тіла Хо Ші Міна була досягнута ще при його житті. З-за війни і бомбардувань забальзамоване тіло вождя довелося ховати протягом майже шести років. Лише у серпні 1975 року тіло було поміщене в побудований московськими фахівцями мавзолей на площі Бадінь в Ханої. Будівля висотою 21 метр формою нагадує лотос і розділено на три рівні. На верхньому ярусі напис «Президент Хо Ші Мін», викладена темно-фіолетовим коштовним каменем. Мавзолей відкритий для вільних відвідин.

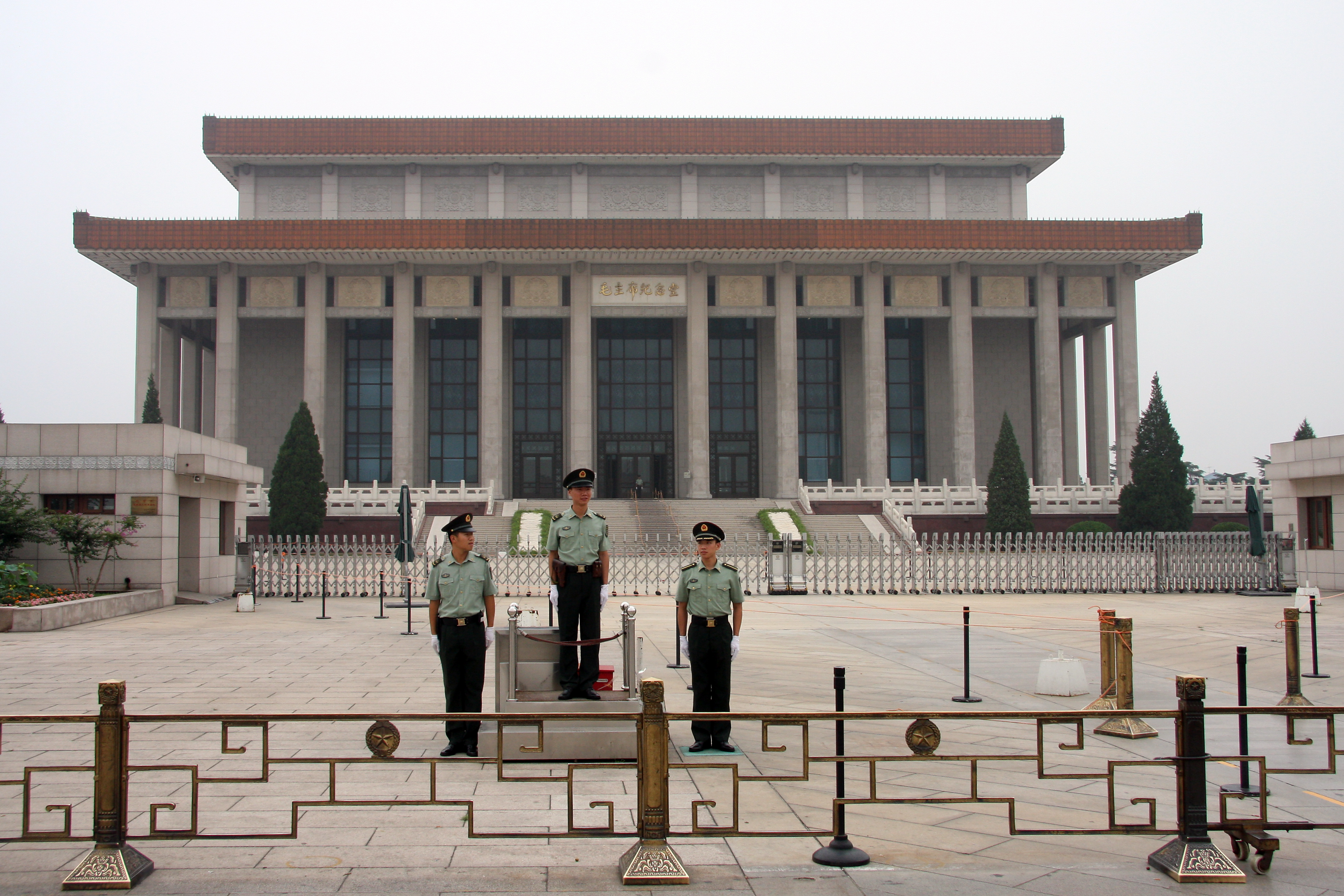
Мавзолей Мао Цзедуна

Після смерті Мао Цзедуна в 1976 році в Пекіні на площі Тяньаньмень був побудований Мавзолей Великого керманича, його відкрили в роковини смерті Мао — 9 вересня 1977 року. Китайські фахівці проводили бальзамування самостійно, але за підтримки в'єтнамських хранителів тіла Хо Ші Міна, що навчалися в Москві. Забальзамоване тіло колишнього Голови КНР виставлене в кришталевому саркофагу. Мавзолей в наш час[коли?] відкритий для відвідин.

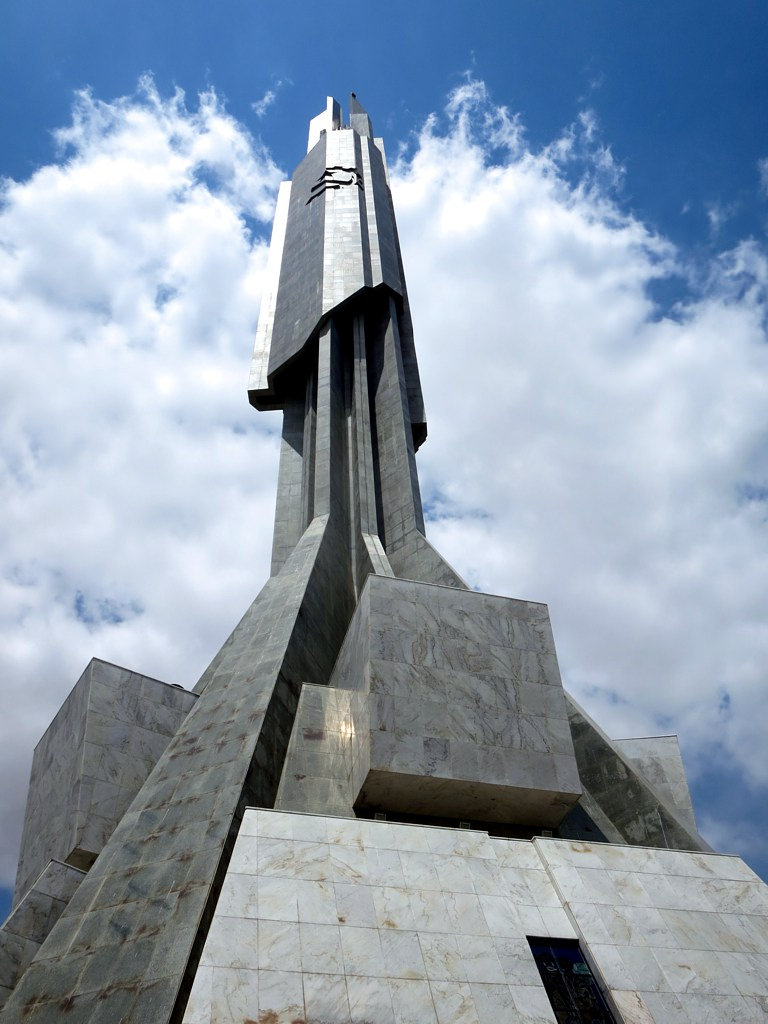
Мавзолей Агостіньо Нетоа

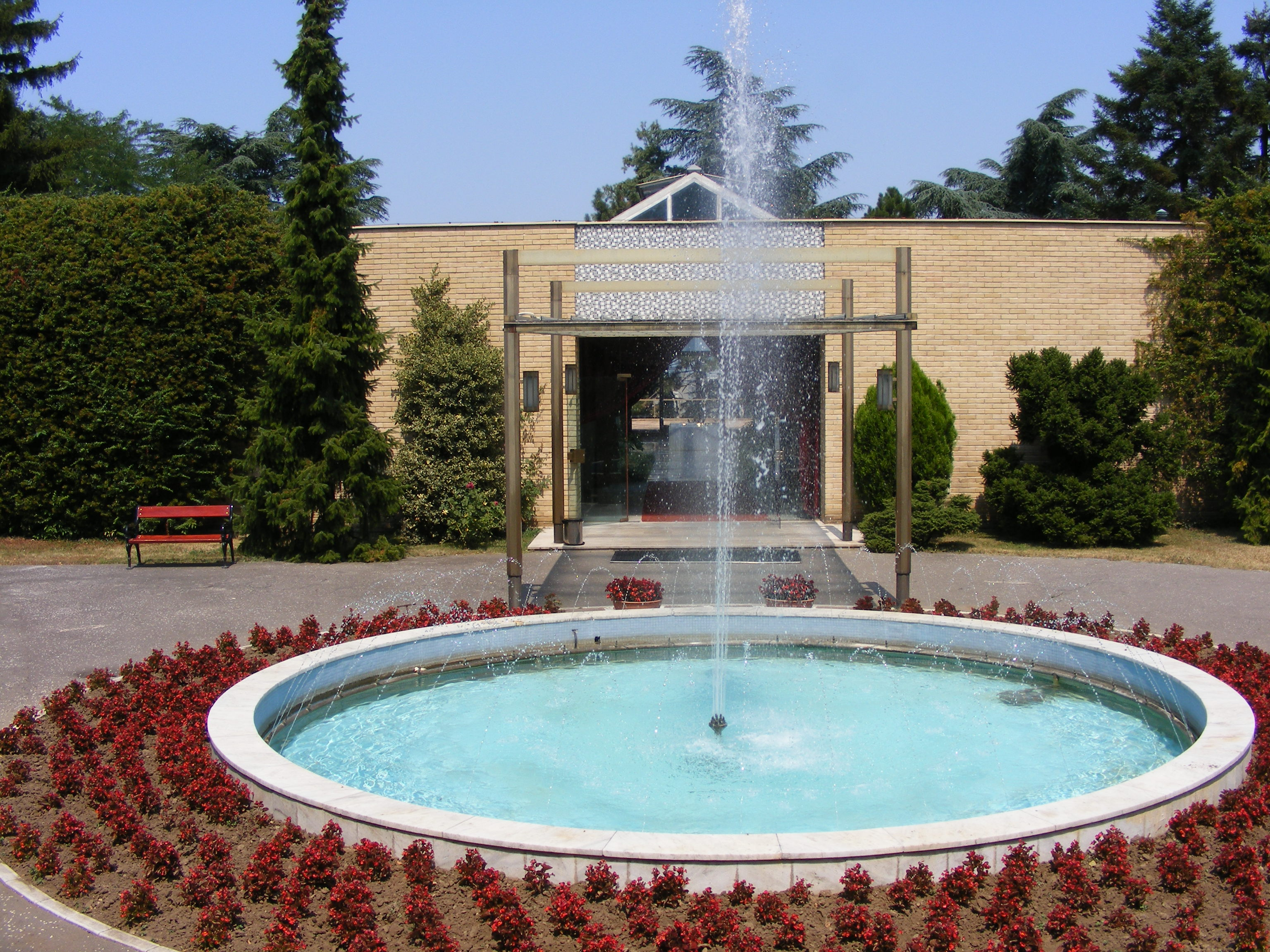
Будинок квітів

У столиці Анголи місті Луанда знаходиться мавзолей першого президента Анголи Агостіньо Нето, що очолював країну в 1975—1979 роках. Після смерті Нето в 1979 році професор Ілля Збарський, син легендарного Бориса Збарського, що бальзамував Леніна, у відповідь на прохання анголських товаришів зберіг останки вождя для прийдешніх поколінь. Тіло в мавзолеї відкривалося для суспільного поклоніння лише раз на рік — 17 вересня, в день народження Нето. Тіло було поховане в 1992 році на прохання сім'ї покійного.
У 1985 році помер перший президент Кооперативної Республіки Гаяна Ліндон Форбс Бернхем. На прохання уряду Гаяни радянські фахівці забальзамували його тіло. Мавзолей в Джорджтауні був побудований за американським проектом до роковин смерті президента. Проте держдепартамент США погрозив Гаяні припиненням економічної допомоги у разі виставляння тіла Бернхема на загальний огляд. Забальзамоване тіло в герметичній капсулі було замуроване. Воно зберігатиметься в незмінному вигляді тривалий час, але побачити його ніхто не може.

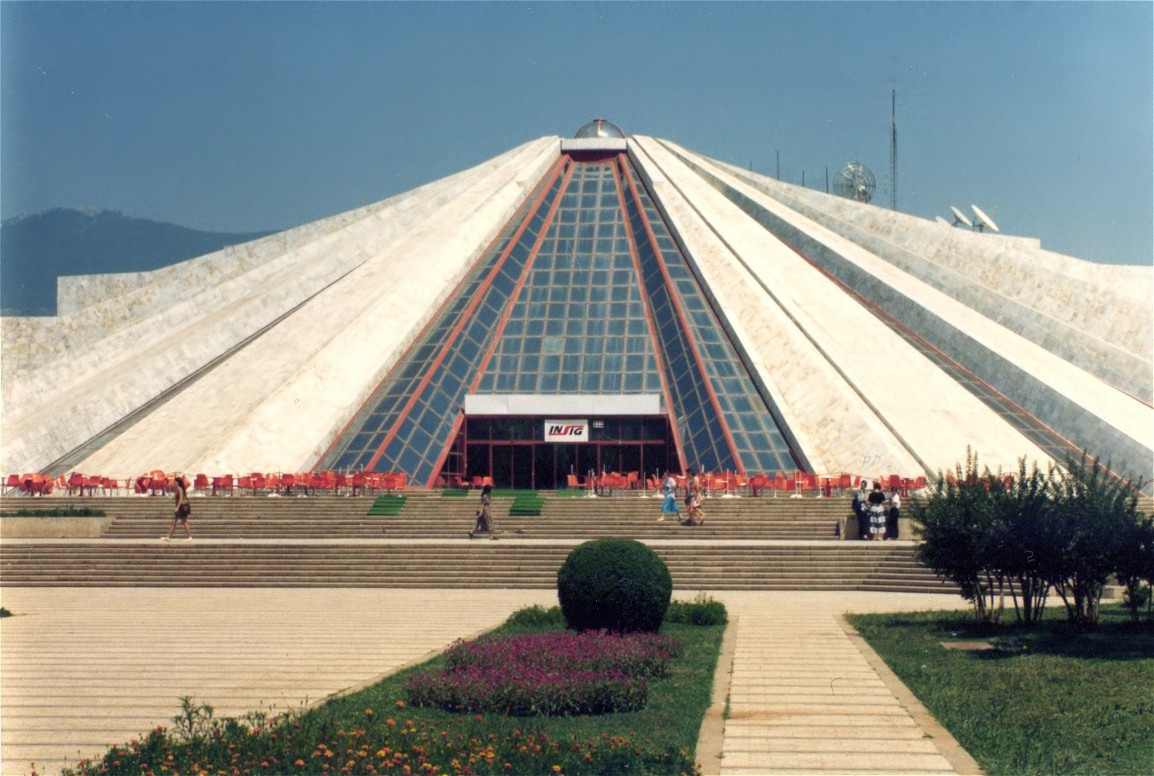
Мавзолей Енвер Ходжа

Мавзолей албанського лідера Енвера Ходжі (1908-1985) був побудований в Тирані в 1986 році. Тіло його забальзамувало китайськими фахівцями. У 1991 році тіло Енвера Ходжі було винесене з мавзолею і поховане. В наш час[коли?] в будівлі розташований міжнародний культурний центр.

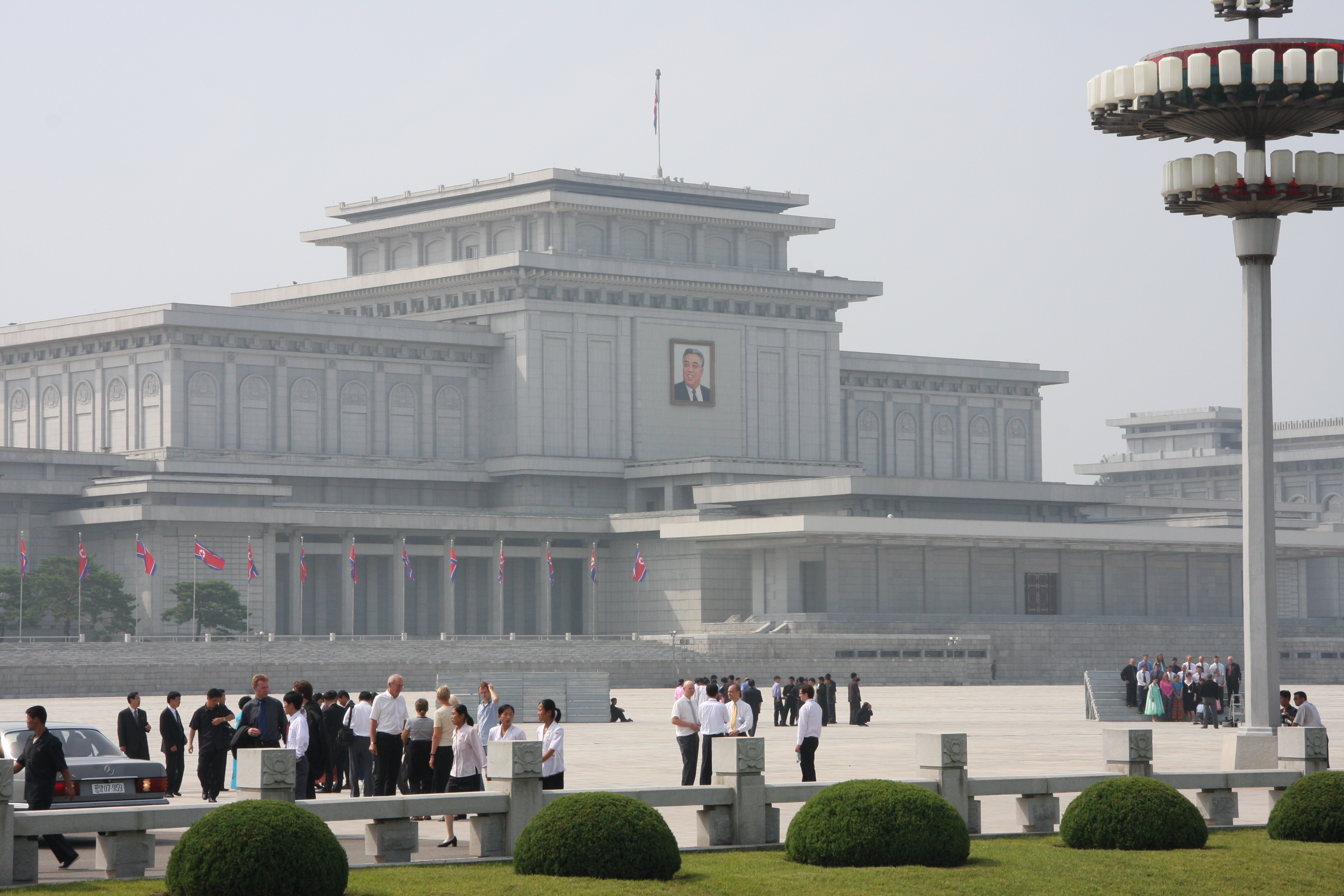
Кимсусанський меморіальний палац

У 1994 році російські фахівці з бальзамування виконали останнє замовлення — на збереження тіла великого вождя Північної Кореї товариша Кім Ір Сена (1912-1994). Меморіальний палац Кумсусан, колишня резиденція президента Кім Ір Сена, був переобладнаний в мавзолей «ленінського типу». Офіційне відкриття мавзолею відбулося в треті роковини смерті Ким Ір Сена. Мавзолей Кім Ір Сена в центрі Пхеньяну доступний для відвідин.
Мавзолей Хомейні — усипальниця аятоли Хомейні. Меморіальний комплекс та мавзолей розташовано у північній частині кладовища Бехеште-Захра на південь від Тегерану. Будівництво розпочалося невдовзі після смерті Хомейні 3 червня 1989 року і все ще триває. Архітектор Мохаммед Теграні. Після завершення будівельних робіт мавзолей стане ядром грандіозного меморіального комплексу загальною площею 20 км².